# DAEMON Tools
（即），是指在Windows系统上運行、用於製作或虛擬CD/DVD/Blu-ray光碟的軟體。其中，DAEMON Tools Ultra提供製作光碟映像、光碟燒錄、虛擬燒錄機及掛載映像等進階實用的功能。DAEMON Tools Lite則是該系列最低階的產品，但對於個人用户而言使用免费，但同时也提供額外的付費功能。

## 特点
- 支持含SafeDisc、SecuROM和LaserLock的加密光碟
- 支持多种光碟映像格式(iso、mds、mdx)
- 簡單易用的操作介面
- 可以驅動USB設備

## 支持的映像类型
- ISO（CDRWin或CDWizard生成之镜像，部份壓縮軟體|檔案壓縮軟體如IZArc亦有支援）
- ISZ（ISO壓縮檔案）
- CUE/BIN（CDRWin／DiscDump／Blindread生成的映像檔格式）
- CCD格式（CloneCD生成的映像檔）
- CDI格式（DiscJuggler生成的映像檔格式）
- MDS（Alcohol 120%生成的映像檔格式）
- NRG（Nero生成的映像檔格式）
- B5T/B6T/BWT（BlindWrite生成的映像檔格式）
- MDX（DAEMON Tools 生成的映象檔格式）
- VHD（Microsoft Windows 通用虛擬硬碟映像格式）
- VDI（VirtualBox 專用虛擬硬碟映像格式）
- ZIP（ZIP格式 的壓縮檔）

## 支援作業系統
- Windows XP（需要先安裝.NET Framework 4或更高的版本）
- Windows Vista
- Windows 7
- Windows 8
- Windows 8.1
- Windows 10
- Windows 11

## 關連項目
- Alcohol 120%

## 外部連結
- 官方网站（英文）
- DAEMON Tools的Facebook專頁（英文）